# Ken St. Andre
Kenneth Eugene St. Andre (Ogden, 28 aprile 1947) è un autore di giochi e scrittore statunitense, noto principalmente per aver scritto il gioco di ruolo Tunnels & Trolls e per il videogioco Wasteland.

## Biografia
Ha abitato a Phoenix per la maggior parte della sua vita, dove ha lavorato fino all'agosto 2010 come bibliotecario. Ha una moglie, Cathy, e due figli, una figlia Jillian e un figlio James.
St. Andre fin da dodici anni aveva iniziato a leggere romanzi fantasy e a scrivere giochi da tavolo basati su quello che aveva letto. Sentì parlare di Dungeons & Dragons nel 1974 nella corrispondenza che teneva con altri appassionati di giochi, ma solo nell'aprile del 1975 riuscì ad leggerne una copia. Pur essendo entusiasta di alcune parti del nuovo gioco, rimase profondamente insoddisfatto da altre (l'uso di dadi poliedrici, l'uso della saggezza come caratteristica dei personaggi giocanti, il sistema di allineamento, e altri punti).
Si mise quindi a riscrivere le regole modificando quello che non gli piaceva e in tre giorni aveva pronto un manuale di 20 pagine, che testò con un gruppo di amici. La prima distribuzione delle regole e in seguito alle modifiche divenne un manuale di 40 pagine dattilografato che venne pubblicato nel giugno 1975. Dopo un incontro con Rick Loomis in una convention a Tucson, il gioco venne pubblicato dalla Flying Buffalo. Oltre a scrivere le regole Ken scrisse anche molte delle avventure in solitario che permettono ai giocatori di sperimentare il gioco senza un master.
Con Steve Perrin ha collaborato alla scrittura del gioco di ruolo Stormbringer basato sulla saga di Elric di Melniboné e con Jim "Bear" Peter Monsters! Monsters!, un gioco di ruolo in cui i personaggi assumono il ruolo di mostri, in gran parte compatibile con Tunnel & Trolls.
Nel 1986 è stato il primo curatore per una newsletter amatoriale dedicata al videogioco Adventure Construction Set. Nel 1987 ha collaborato allo sviluppo del videogioco Wasteland le cui meccaniche di gioco sono basate su quelle di Tunnels & Trolls.
Dal 1989 fino al giugno 2011 è stato un membro attivo della Science Fiction and Fantasy Writers of America.

## Opere

### Giochi
Fonte:
- (1975). Tunnels & Trolls. Per cui ha scritto i seguenti supplementi:
  - (1977). Deathtrap Equalizer Dungeon. Flying Buffalo. Avventura in solitario
  - (1977). Naked Doom. Flying Buffalo. Avventura in solitario
  - (1976). Tunnels & Trolls Supplement. Flying Buffalo. Equipaggiamento e regole aggiuntive
  - (1979). Arena of Khazan. FLying Buffalo. Avventura in solitario
  - (1979). Goblin Lake. FLying Buffalo. Avventura in solitario
  - (1980). The Toughest Dungeon in the World. Judges Guild. Avventura in solitario
  - (1983). Agent of Death. Infinity Limited. Avventura in solitario
  - (2007). Hot Pursuit. Outlaw Press. Avventura
  - (2008). Strange Destinies. Outlaw Press. Avventura in solitario
  - con Mike Hill, James L. Shipman (2008). Tunnels & Trolls Superheroes. Outlaw Press. Adattamento a un'ambientazione di supereroi delle regole di Tunnell & Trolls, originariamente pubblicato su T&T Zine numeri 17 e 18.
  - (2011). Rescue Mission. Flying Buffalo. Avventura in solitario, comprende una versione condensata delle regole
- (1976). Starfaring. Flying Buffalo. Gioco di ruolo di fantascienza
- (1976). Monsters! Monsters!. Metagaming Concepts
- et all (1990). Harlequin. FASA. ISBN 1-55560-125-1. Avventura per Shadowrun
- con John B. Monroe, Steve Perrin (1981). Stormbringer. Chaosium.

### Narrativa
St. Andre ha scritto diversi racconti brevi e romanzi:
- Old Soldiers Never (1989) in Shrapnel: Fragments from the Inner Sphere, un'antologia di racconti ambientati nell'universo di Battletech.
- Turtle in the Tower (1990) in Shadowrun: Into the Shadows a cura di Jordan K. Weisman. Un'antologia di storie ambientate nell'universo di Shadowrun . (ISBN 1-55560-118-9).
- The Two Worst Thieves in Khazan (1992) in Mages Blood and Old Bones.
- The Triple Death (1995), in Enchanted Forests a cura di Katharine Kerr e Martin H. Greenberg. Un'antologia di storie con in comune il tema dei boschi magici. (ISBN 0-88677-672-4).
- Moral Invaders (2005) in Flash Fantastic. Un racconto breve sul numero 16 della rivista online.
- A Thief's Day in Khazan (2005) in Golden Heroes.
- Dragon Child (2006), con James L. Shipman. Un romanzo fantasy ambientato nell'universo di Tunnels & Trolls.
- Griffin Feathers (2008). Una raccolta di racconti brevi collegati fra di loro, ambientato nell'universo di Tunnels & Trolls.
- Introduction: Trollgod's Treasure Hunt (2008) in Troll Tunnels, a cura di Christina Lea. Una collezione di racconti di spada e stregoneria.
- The Awakening (2008) con James L. Shipman in Troll Tunnels.